# Ṕ
Ṕ – litera alfabetu łacińskiego ze znakiem diakrytycznym w postaci ukośnej kreski.

## W dawnym języku polskim

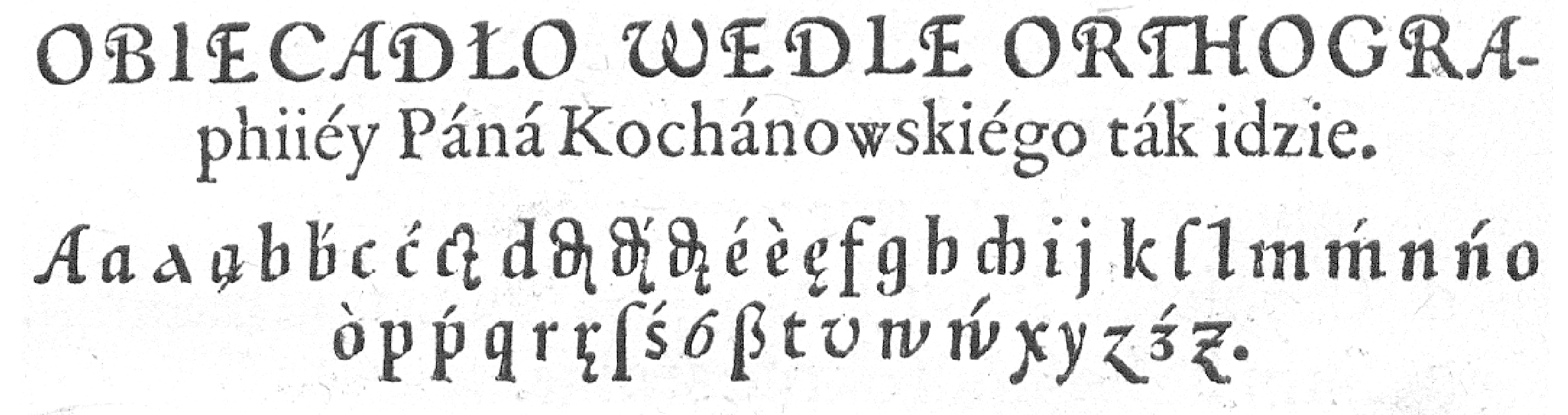
Alfabet języka polskiego zaproponowany przez Jana Kochanowskiego, zawarty w traktacie Ortografia polska umieszczony w książce Nowy karakter polski wydanej w 1594 roku przez Jana Januszowskiego

Litera ṕ występowała w zapisie języka średniopolskiego sugerowanym przez Jana Kochanowskiego w traktacie Ortografia polska, a także przez Jana Januszowskiego w Nowym karakterze polskim. Oznaczała zmiękczone p, które w szesnastowiecznej polszczyźnie pojawiało się w wygłosie. Jako przykład zastosowania Kochanowski podawał w swoim traktacie ortograficznym wyraz „łuṕ”, czyli drugą osobę liczby pojedynczej trybu rozkazującego od czasownika „łupić”, w odróżnieniu od rzeczownika „łup”, zapisywanego przez zwykłe p. W siedemnastym wieku zmiękczone wersje spółgłosek b, p, w i f zaczęły zanikać w wymowie, by w kolejnym stuleciu zniknąć całkowicie. W 1830 podczas prac nad reformą ortografii stwierdzono brak tych spółgłosek w języku.

## W innych językach
Ṕ występuje również w zgodnej ze standardem ISO 9 transliteracji alfabetu abchaskiego jako odpowiednik znaku Ԥ/Ҧ, a także, w zapisie języka washoe, którym posługuje się niewielka grupa rdzennych mieszkańców Ameryki z plemienia Washoe i w zapisie języka tsimane. Dawniej również w zapisie języka dolnołużyckiego.

## Kodowanie
|               | Symbol | Kod    |
| ------------- | ------ | ------ |
| Wielka litera | Ṕ      | U+1E54 |
| Mała litera   | ṕ      | U+1E55 |